# Arquidiócesis de Passo Fundo
La arquidiócesis de Passo Fundo (en latín: Archidioecesis Passofunden(sis) y en portugués: Arquidiocese de Passo Fundo) es una circunscripción eclesiástica latina de la Iglesia católica en Brasil, sede metropolitana de la provincia eclesiástica de Passo Fundo. La arquidiócesis tiene al arzobispo Rodolfo Luís Weber como su ordinario desde el 2 de diciembre de 2015. 

## Territorio y organización

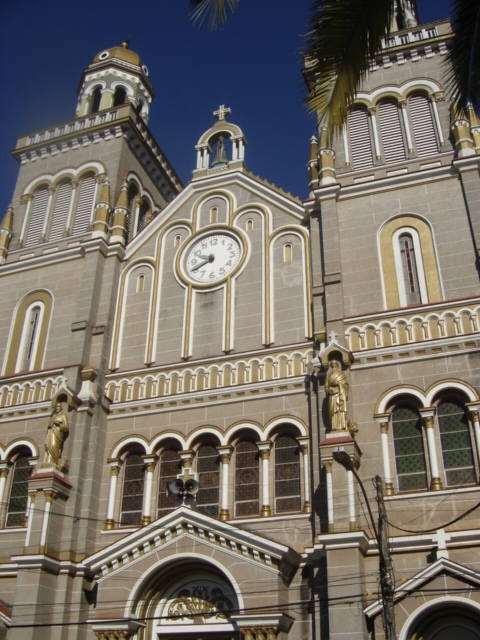
Catedral de Nossa Senhora Aparecida, en Passo Fundo - Rio Grande do Sul.

La arquidiócesis tiene 12 200 km² y extiende su jurisdicción sobre los fieles católicos de rito latino residentes en 47 municipios del estado de Río Grande del Sur: Passo Fundo, Água Santa, Almirante Tamandaré do Sul, Barra Funda, Camargo, Carazinho, Casca, Charrua, Ciríaco, Coqueiros do Sul, Colorado, Coxilha, David Canabarro, Dois Lajeados, Ernestina, Gentil, Guaporé, Itapuca, Lagoa dos Três Cantos, Marau, Mato Castelhano, Montauri, Muliterno, Não-Me-Toque, Nicolau Vergueiro, Nova Alvorada, Nova Boa Vista, Pontão, Ronda Alta, Rondinha, Santa Cecília do Sul, Santo Antônio do Palma, Santo Antônio do Planalto, São Domingos do Sul, São Valentim do Sul, Sarandi, Selbach, Serafina Corrêa, Sertão, Tapejara, Tapera, Tio Hugo, União da Serra, Vanini, Victor Graeff, Vila Lângaro y Vila Maria.
La sede de la arquidiócesis se encuentra en la ciudad de Passo Fundo, en donde se halla la Catedral de Nuestra Señora Aparecida.
En 2019 en la arquidiócesis existían 53 parroquias agrupadas en 9 áreas pastorales.
La arquidiócesis tiene como sufragáneas a las diócesis de: Erexim, Frederico Westphalen y Vacaria.

## Historia
La diócesis de Passo Fundo fue erigida el 10 de marzo de 1951 con la bula Si qua dioecesis del papa Pío XII, obteniendo el territorio de la diócesis de Santa María (hoy arquidiócesis de Santa María). Originalmente era sufragánea de la arquidiócesis de Porto Alegre.
El 18 de octubre de 1952 con la bula Pro apostolico del papa Pío XII se instituyó el cabildo de la catedral.
El 22 de mayo de 1961 cedió una parte de su territorio para la erección de la diócesis de Frederico Westphalen mediante la bula Haud parva del papa Juan XXIII.
El 27 de mayo de 1971 cedió una parte de su territorio para la erección de la diócesis de Erexim mediante la bula Cum Christus del papa Pablo VI.
El 15 de agosto de 1959, el 16 de mayo de 1966 y el 12 de diciembre de 1997 se revisaron los límites entre la diócesis de Passo Fundo y las vecinas sedes de Porto Alegre, Caxias do Sul y Cruz Alta, mediante respectivamente los decretos Maiori animarum, Maiori animarum (ambos de la Congregación Consistorial y con el mismo nombre) y Quo aptius de la Congregación para los Obispos.
El 13 de abril de 2011 fue elevada al rango de arquidiócesis metropolitana con la bula Ad totius dominici del papa Benedicto XVI.

## Estadísticas
De acuerdo al Anuario Pontificio 2020 la arquidiócesis tenía a fines de 2019 un total de 453 890 fieles bautizados.
| Año                                                                             | Población            | Población | Población      | Sacerdotes | Sacerdotes    | Sacerdotes    | Bautizados por sacerdote | Diáconos permanentes | Religiosos | Religiosos | Parroquias |
| Año                                                                             | Bautizados católicos | Total     | % de católicos | Total      | Clero secular | Clero regular | Bautizados por sacerdote | Diáconos permanentes | Varones    | Mujeres    | Parroquias |
| ------------------------------------------------------------------------------- | -------------------- | --------- | -------------- | ---------- | ------------- | ------------- | ------------------------ | -------------------- | ---------- | ---------- | ---------- |
| 1965                                                                            | 650 000              | 700 000   | 92.9           | 163        | 72            | 91            | 3987                     |                      | 204        | 606        | 60         |
| 1970                                                                            | 600 000              | 631 000   | 95.1           | 145        | 71            | 74            | 4137                     | 1                    | 130        | 631        | 66         |
| 1976                                                                            | 390 000              | 450 000   | 86.7           | 109        | 41            | 68            | 3577                     | 2                    | 132        | 350        | 43         |
| 1980                                                                            | 354 000              | 403 000   | 87.8           | 98         | 47            | 51            | 3612                     | 2                    | 90         | 400        | 43         |
| 1990                                                                            | 402 000              | 438 000   | 91.8           | 130        | 65            | 65            | 3092                     | 2                    | 159        | 460        | 49         |
| 1999                                                                            | 384 000              | 480 000   | 80.0           | 128        | 56            | 72            | 3000                     |                      | 186        | 384        | 52         |
| 2000                                                                            | 376 000              | 470 000   | 80.0           | 126        | 62            | 64            | 2984                     |                      | 163        | 386        | 52         |
| 2001                                                                            | 374 479              | 468 099   | 80.0           | 126        | 61            | 65            | 2972                     |                      | 155        | 383        | 52         |
| 2002                                                                            | 374 479              | 468 099   | 80.0           | 133        | 62            | 71            | 2815                     |                      | 189        | 384        | 52         |
| 2003                                                                            | 365 118              | 468 099   | 78.0           | 124        | 61            | 63            | 2944                     |                      | 141        | 364        | 53         |
| 2004                                                                            | 366 397              | 488 530   | 75.0           | 119        | 59            | 60            | 3078                     |                      | 130        | 331        | 53         |
| 2013                                                                            | 432 000              | 546 000   | 79.1           | 122        | 61            | 61            | 3540                     |                      | 117        | 327        | 55         |
| 2016                                                                            | 443 000              | 510 815   | 86.7           | 115        | 66            | 49            | 3852                     |                      | 68         | 327        | 53         |
| 2019                                                                            | 453 890              | 523 950   | 86.6           | 116        | 65            | 51            | 3912                     |                      | 72         | 60         | 53         |
| Fuente: Catholic-Hierarchy, que a su vez toma los datos del Anuario Pontificio. |                      |           |                |            |               |               |                          |                      |            |            |            |

## Episcopologio
- João Cláudio Colling † (23 de marzo de 1951-29 de agosto de 1981 nombrado arzobispo de Porto Alegre)
- Urbano José Allgayer † (4 de febrero de 1982-19 de mayo de 1999 retirado)
- Pedro Ercílio Simon † (19 de mayo de 1999 por sucesión-11 de julio de 2012 renunció)
- Antônio Carlos Altieri, S.D.B. (11 de julio de 2012-15 de julio de 2015 renunció)
- Rodolfo Luís Weber, desde el 2 de diciembre de 2015